# 大航海時代

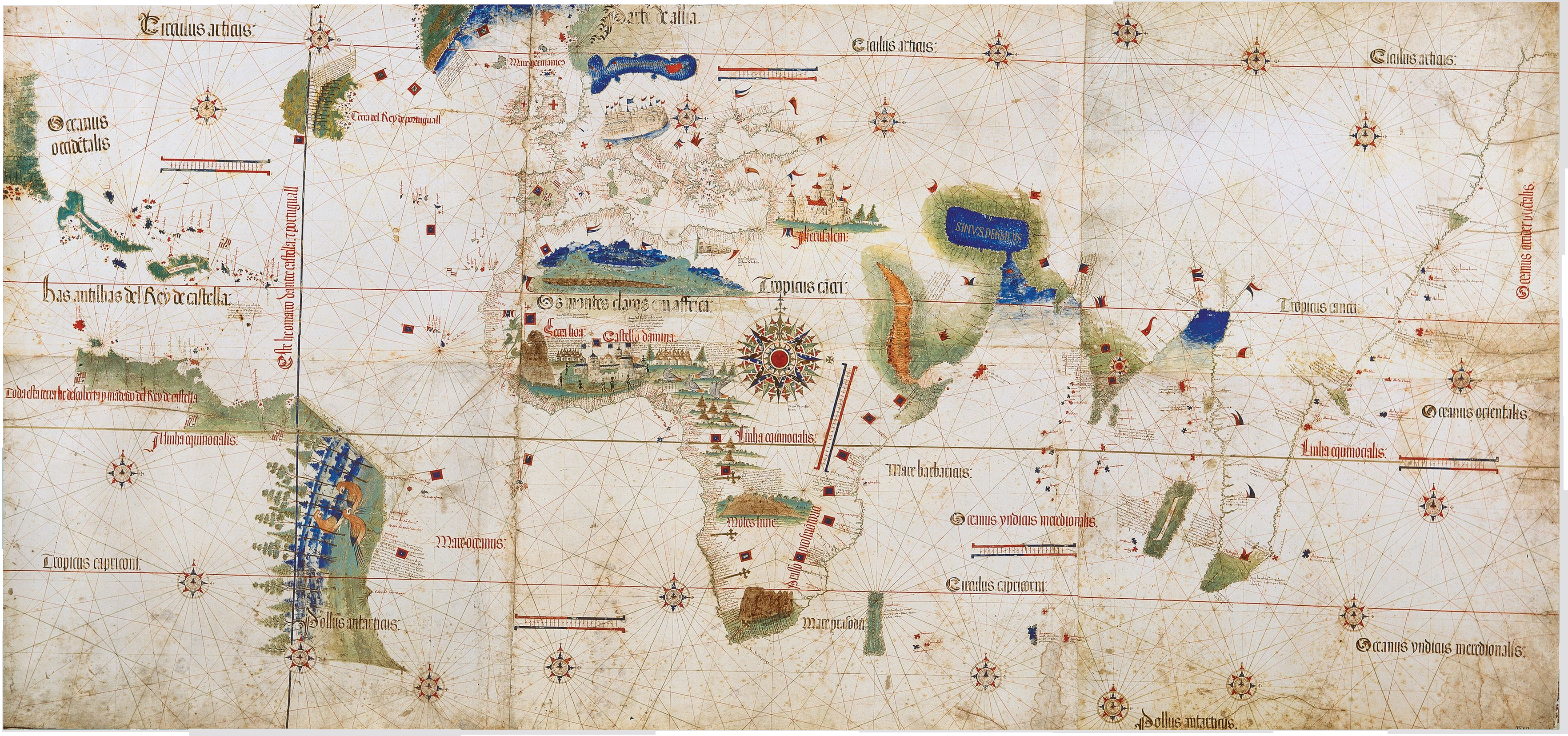
1502年に描かれたカンティーノ平面天球図。現存する最古の平面天球図であり、クリストファー・コロンブスが中央アメリカ、ガスパル・コルテ＝レアルがニューファンドランド島、ヴァスコ・ダ・ガマがインド、ペドロ・アルヴァレス・カブラルがブラジルに各々赴いたことが示されている。トルデシリャス条約による分割線も図中左側に描かれている。

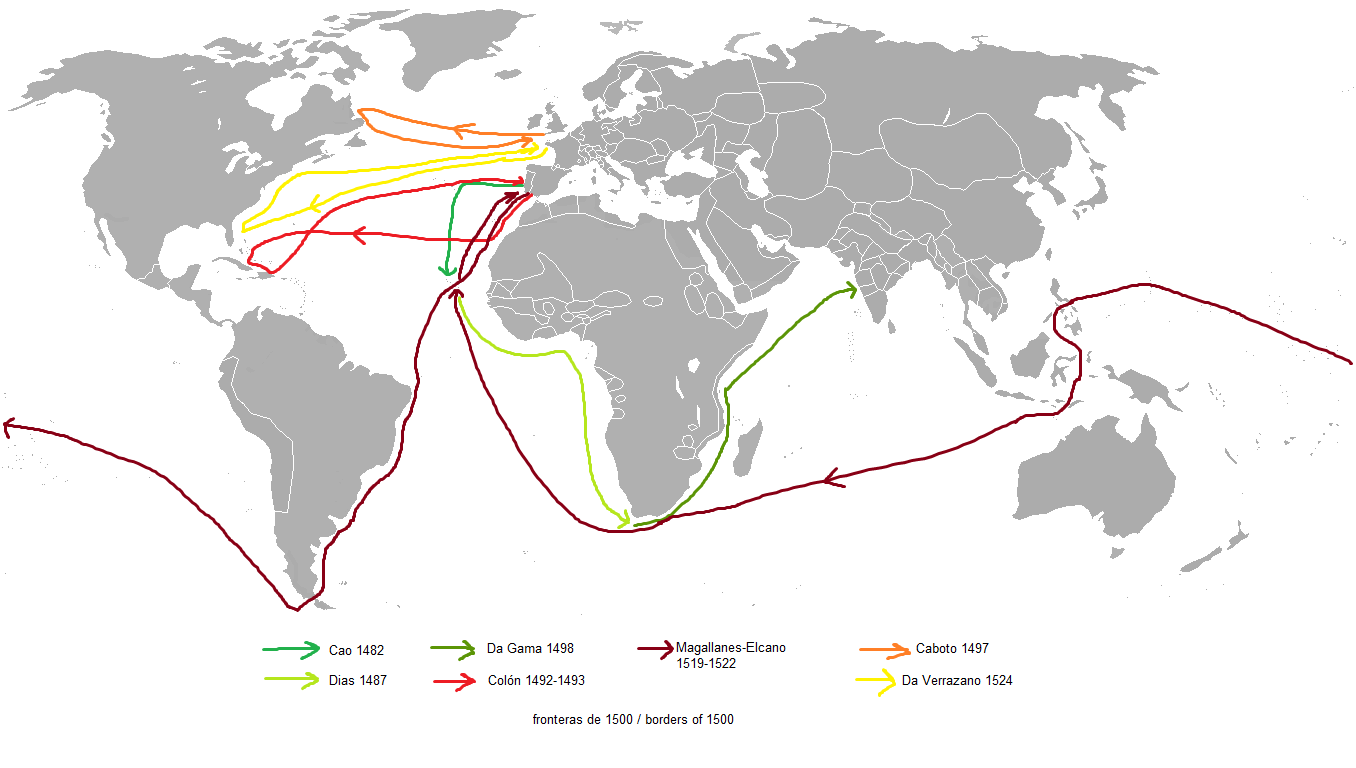
大航海時代の主な航路を示した地図

大航海時代（だいこうかいじだい）とは、15世紀半ばから17世紀半ばまでのヨーロッパ人によるアフリカ・アジア・アメリカ大陸への大規模な航海が行われた時代を指す区分である。主にポルトガルとスペインにより行われた。
2020年ごろから、大航海時代という呼び方から、大交易時代に置き換わっている。大航海時代は、ヨーロッパ人の活動を中心に見た呼称で、アジア側から見たときに既存の交易にヨーロッパ人が加わっただけに過ぎないことから、大交易時代の使用が主流となり、新大陸や地理上の発見などの用語も使わないようになった。

## 定義
「大航海時代」の名称は、1963年岩波書店にて「大航海時代叢書」を企画していた際、それまでの「地理上の発見」、「大発見時代」（Age of Discovery / Age of Exploration）といったヨーロッパ人の立場からの見方による名称に対し、新しい視角を持ちたいとの希求から、増田義郎により命名された。増田は、大航海時代の時間的範囲について、議論があると前置きした上で、具体的な始まりと終わりの年を提案している。増田によれば、大航海時代の始まりは、1415年におけるポルトガルのセウタ攻略。終わりの年は、三十年戦争が終結し、ロシア人の探検家セミョン・デジニョフがチュクチ半島のデジニョフ岬に到達した1648年である。

## 前史

### 文化・文明の伝播
人類出現以来、隣り合う文化文明は互いに交流し影響を及ぼしあってきた。文化交流は人類に限られたことではなく、道具の使用をも文化と認めるなら、チンパンジーや一部の鳥獣についても、個体間や隣り合う地域を介して文化交流が行われている。人類は言葉や文字を使用するので、より円滑に文化文明を伝播することが可能であるが、極東と西ヨーロッパのように遠隔地に住む人々が直接交流するためには、試行錯誤を経た知識の蓄積や、異国から得た科学技術の進歩が必要であった。

### 古代の国際交流

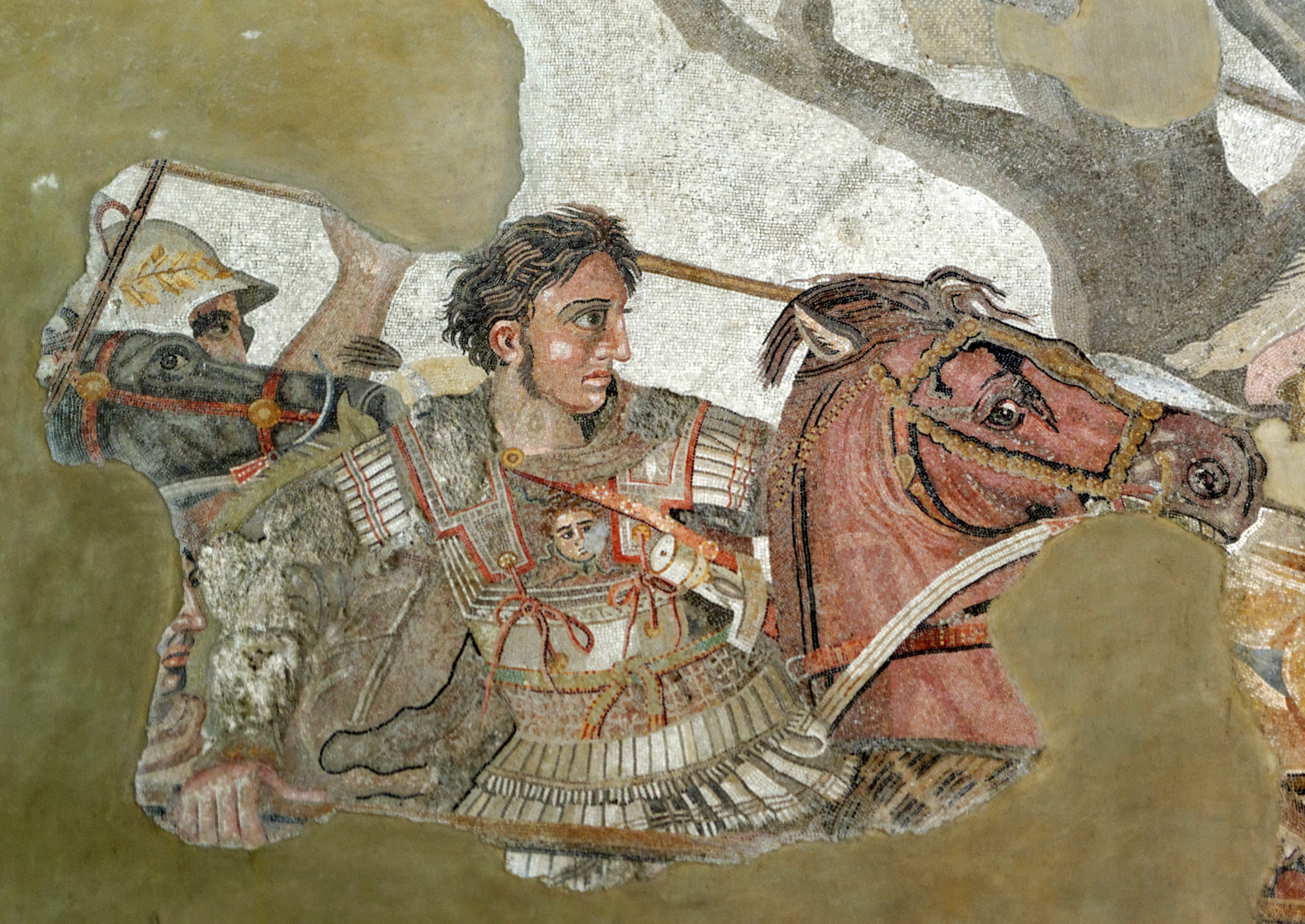
マケドニア王アレクサンドロス

強大な国家が成立した場合、当然のように遠隔地間交流が加速する。そのことは文明のゆりかごの発祥地をはじめインカ帝国やアステカ帝国の例を見るまでもなく明らかである。
古代ギリシャ人は、地中海周辺とエジプトさらにアケメネス朝ペルシャが支配するオリエントの一部を世界として認識していた。アレクサンドロス3世（大王）の東方遠征によって、ギリシャ人の世界観はインド・中国までに一気に広がった。アレクサンドロス3世がペルシャの皇女を娶ったことに象徴されるように、アレクサンドロス3世の帝国ではコスモポリタニズムが標榜され、遠隔地に住む人々同士の交流が盛んに行われ、その伝統はディアドコイ達が建国した国々やギリシャ文化の影響を強く受けた古代ローマにも受け継がれた。
パックス・ロマーナの下、整備された航路や道路を使って盛んに遠隔地交易が行われ、地中海地域や中東地域をはじめ遠く極東からも珍しい商品がる人々はローマの富を求めて流入し、国際間の交流は益々増加して行った。また、こういったグローバリズムが進んだ影響でペストの大流行などを始めとする疫病がヨーロッパを中心とするエピデミックも起こっているが、それによってグローバリズムの対義的なナショナリズムの勃興も見られるのもこの頃からで古代ギリシャのような都市国家よりも範囲の大きな領域国家の形成につながる流れも見え始める。
中東・インド・中国でも強力な世界帝国が成立し、その影響下にある国々の間で盛んに交易が行われ、シルクロードや複数のスパイスロードによる香辛料貿易など多数の交易路や航路が開拓整備された。アフリカ地域でも古代エジプトのほか、大陸奥部にも王国が成立し、塩や金が大陸を行き交った。このように各地域で発展した交易圏は、時代とともに互いに接触を深め、旧世界においては世界的交易ネットワークが徐々に構築されていった。

### ヨーロッパの停滞と復興
ローマ帝国が衰退すると、未開人といわれたゲルマン人やノルマン人が相次いでヨーロッパを侵した。多様な人種・民族が奴隷となり或いは傭兵となり、またヨーロッパを侵し、またイスラーム勢力がイベリア半島に侵入し、ヨーロッパは混乱と停滞の時代を迎える。やがて西ローマ帝国領土であった現在のイタリア・フランス・ドイツでは、カトリックを精神的支柱とするフランク王国が出現した。フランク王国はゲルマンの伝統を色濃く残していたが、ローマの遺産も尊重し継承した。
ようやく安定がもたらされた西ヨーロッパの経済が活性化し富が蓄積され、フランク王国はトゥール・ポワティエ間の戦いでイスラームの北進を阻んだ。ペストの流行や気候寒冷化による混乱の中で暗黒時代を経験した中世ヨーロッパであったが、数世紀を経てゲルマン人やノルマン人の国家が淘汰･洗練され、徐々に力をつけていった。
西暦1000年頃、ヴァイキングと呼ばれていたノース人のレイフ・エリクソンがヴィンランド（ニューファンドランド島）のランス・オ・メドーに到達した記録が『赤毛のエイリークのサガ』や『グリーンランド人のサガ』に記録されている。しかし、先住民スクレリングの激しい抵抗に遭い、10年ほどで放棄した。

### 十字軍
11世紀後半セルジューク朝トルコがパレスチナを占領する。セルジューク朝トルコの脅威を受けて東ローマ帝国皇帝アレクシオス1世コムネノスは聖地回復を大義名分に、ローマ教皇・ウルバヌス2世に支援を求めた。ヨーロッパ各地に十字軍の結成が呼びかけられ多数の王侯貴族や民衆がこれに応じたが、当初の十字軍の発動で中心的役割を果たしたのはフランスの諸侯とそれに付き従う騎士や民衆であった。そして結果的に聖地エルサレム奪回を目的とすると言われながらも十字軍内部での主導権争いや利権の争奪戦に発展したり、インノケンティウス3世によって発動されたアルビジョア十字軍のように本来キリスト教圏である南フランスに派遣される十字軍が登場するに至って、フランスの貴族、諸侯もローマ教皇に利用されていただけである事に気付いたことがガリカニスム(フランス王と諸侯による反カトリック的思想)の形成、さらに教皇権の衰退の遠因にもなっていく。
多くの者が殉教精神から十字軍に参加したが、教皇は東方教会への影響力拡大を望み、王侯貴族はイスラームの領土や富の収奪、さらに、交易が盛んな文化国家東ローマ帝国への影響力行使も望まれ、それが最も顕著な形で現れたのがインノケンティウス3世の発動した十字軍であり、同胞とも言える同じキリスト教圏内のギリシャ正教会が率いた東ローマ帝国のコンスタンティノープルを陥落させる事態も起こった。
狂信者や野心家、無頼漢までも含む十字軍は、1096年、聖戦の名の下に東方へ進軍した。利害対立によって抗争をくり返していたイスラーム勢力を撃破しながら、パレスチナやその周辺を占領し複数のキリスト教国家を建設したが、寄せ集め勢力の十字軍もまた主導権争いに明け暮れ、ローマ法王（教皇）や東ローマ帝国との対立も深まり、混迷の様相を呈した。利権をめぐって『敵の敵は味方』とばかり、十字軍勢力とイスラーム勢力が同盟する事態さえ発生した。
また十字軍によるイスラム教徒・ユダヤ教徒など異教徒への激しい弾圧が民衆の抵抗を招き、長引く戦争によって十字軍内の士気は低下し、堕落と厭戦気分が蔓延した。さらに十字軍遠征による戦費調達は重くヨーロッパ各国民衆にのしかかり、熱狂的殉教精神も次第に沈静化していった。
サラディーン（アラビア語: الملك الناصر أبو المظفّر صلاح الدين يوسف بن أيّوب 、サラーフ・アッ＝ディーン、Ṣalāḥ ad-Dīn）による反撃から約1世紀、1291年、十字軍は最後の拠点であったアッコンを失い、聖地から地中海に追い落とされてしまう。また、この頃から前述の十字軍が内包する矛盾によって広がった厭戦機運に続くようにしてイベリア半島で後ウマイヤ朝を追い出したレコンキスタや東方植民も終焉を迎える。

### 東西交流の発展

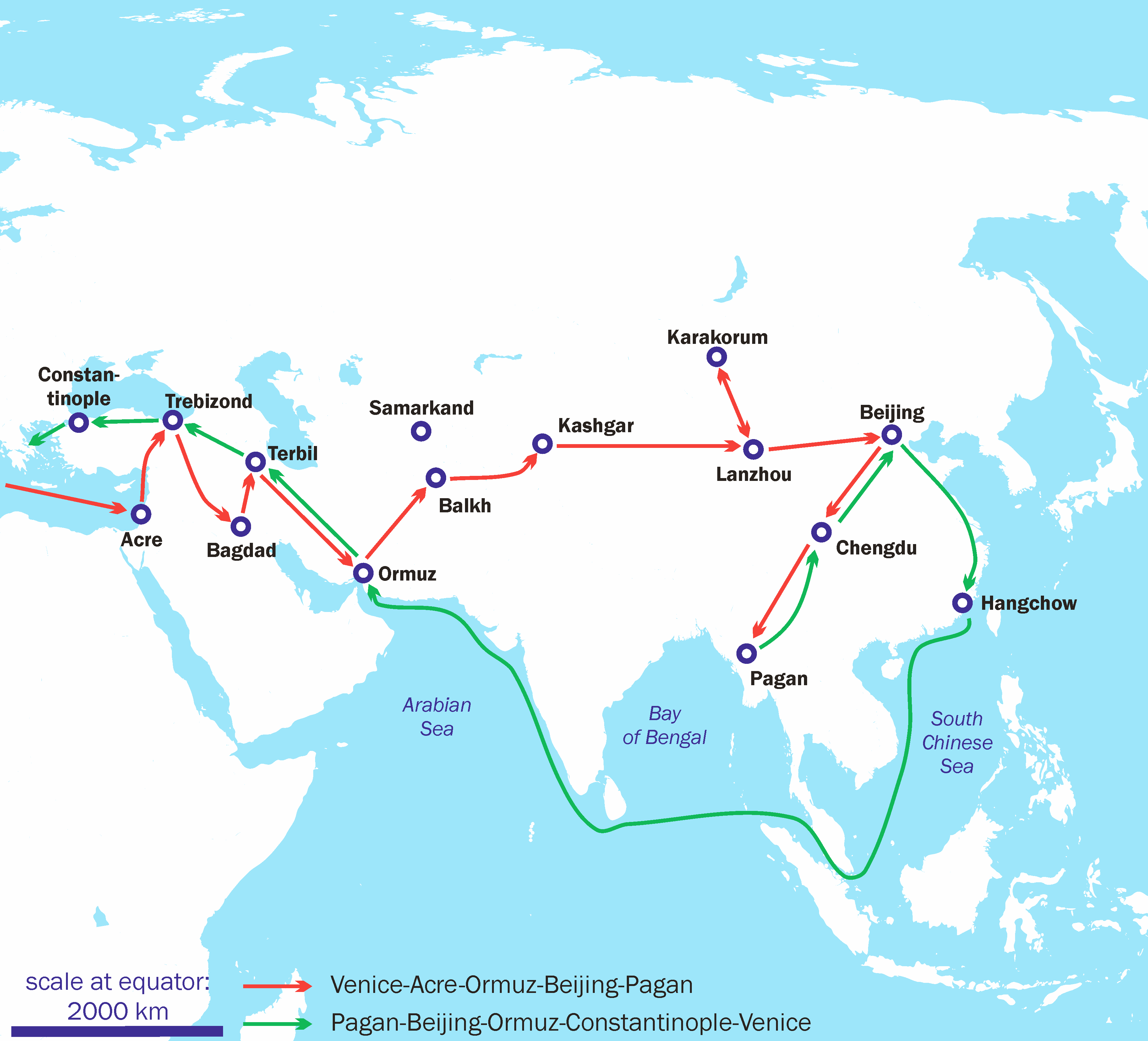
マルコ・ポーロの旅路

軍事的に失敗した十字軍遠征ではあったが、戦争によって東西交流はより発展した。ヨーロッパから鉱物資源や毛織物等が、イスラームから香辛料や絹等が、今まで以上に東西間で交易されるようになった。それによってヨーロッパとオリエントの間に位置する東ローマ帝国やイタリア諸都市国家の経済成長が顕著になる。ことにイタリアでは東西交易に伴い、東ローマ帝国の保存していた古代ギリシアの哲学・科学や、イスラーム諸国からの当時世界最高水準にあったイスラーム文化やイスラーム科学が紹介され、しかも十字軍失敗によってローマ教皇の権威が低下し、宗教戒律に疑問を持った人々の中からルネッサンス運動が開始されて近代への扉が開けられた。
モンゴル帝国が興ったころ、東方のキリスト教国君主プレスター・ジョンが大軍を率いてイスラームを攻撃するという噂がヨーロッパに広まった。プレスター・ジョンの確認のためにローマ教皇や西ヨーロッパ各国は、国情視察も兼ね同盟や交易を求めて東方に使節を派遣した。
そしてプラノ・カルピニの使節はカラコルムに達し、1245年、グユクハーンと謁見を果たした。そこはプレスター・ジョンの国ではなかったが、宗教や異民族に比較的寛容なモンゴル人はヨーロッパ人を受け入れ、パックスモンゴリカの下でイタリア商人やイスラム商人が頻繁に東アジアを訪れるようになり、カラコルムや大都（北京）などの主要都市に長期滞在する者さえ現れた。
中でもマルコ・ポーロは約20年にわたって行われた旅行体験をルスティケロ・ダ・ピサへ口述し、ルスティケロが『東方見聞録』として著しヨーロッパに広まった。イスラム諸国、インド、中国、ジパングについての記述が、プレスター・ジョン伝説とともにヨーロッパ人のアジアへの好奇心を掻き立てた。
旅行家・ジョン・マンデヴィルの『東方旅行記』はアジアの様々な怪奇をヨーロッパに伝えた。この書物は後に空想によって書かれたものだと判明するが、当時の人々に大きな影響を与えた。なお、東方旅行記以前にも17年をペルシアで過ごしたクテシアスがアジアの驚異を書物にして伝えている。

## 大航海時代へ

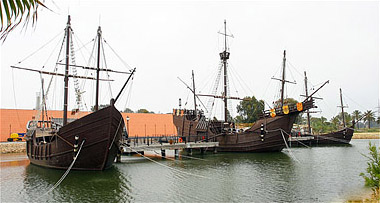
ニーニャ号、ピンタ号及びサンタ・マリア号の復元船

### 海外征服の開始
15世紀、モンゴル帝国が衰退すると、強力な官僚機構と軍事機構をもったオスマン帝国が1453年ビザンツ帝国を滅ぼし、イタリア諸都市国家の連合艦隊にも勝利して地中海の制海権を獲得した。東西の中間に楔を打つオスマン朝は、地中海交易を支配し高い関税をかけた。旧来の経済秩序が激変し、新たな交易ルートの開拓がヨーロッパに渇望されるようになる。とはいえそのオスマン帝国の進出後もベネチアによるオスマン帝国との地中海貿易は続き、16世紀後半から17世紀にかけてまた隆盛し一時はポルトガルのインドルートをしのぐほどになるので、オスマンの進出がどの程度地中海貿易に影響を与えたかははっきりしていない。
ポルトガルやスペインはもともと地中海貿易のはずれにあったので地中海貿易による恩恵がうすかった。ベネチアは東地中海においてイスラム諸国との貿易をほぼ独占していた。イベリア諸国はベネチアと対立していたジェノヴァ商人が大きな影響力をもち彼らがベネチアの地中海貿易に対抗して両国の大西洋進出に出資した。特にポルトガルは西のはずれにあり地中海貿易、北海・バルト海貿易の恩恵も受けることができなかったので必然的に進出先は西アフリカになったのである。
一方、15世紀半ばオスマン朝が隆盛を極めつつあったころ、ポルトガルとスペイン両国では国王を中核として、イベリア半島からイスラム勢力を駆逐しようとしていた（レコンキスタ）。長い間イスラムの圧迫を受けていたポルトガルとスペインでは民族主義が沸騰し、強力な国王を中心とした中央集権制度が他のヨーロッパ諸国に先駆けて確立した。
また、このころ頑丈なキャラック船やキャラベル船が建造されるようになり、羅針盤がイスラムを介して伝わったことから外洋航海が可能になった。ポルトガルとスペインは後退するイスラム勢力を追うように北アフリカ沿岸に進出した。
新たな交易ルートの確保、イスラム勢力の駆逐、強力な権力を持つ王の出現、そして航海技術の発展、海外進出の機会が醸成されたことで、ポルトガル・スペイン両国は競い合って海に乗り出して行った。
初期の航海では遭難や難破、敵からの襲撃、壊血病や疫病感染、内部抗争などによって、乗組員の生還率は20%にも満たないほど危険極まりなかった。しかし遠征が成功して新航路が開拓され新しい領土を獲得するごとに、海外進出による利益が莫大であることが立証された。健康と不屈の精神そして才覚と幸運に恵まれれば、貧者や下層民であっても一夜にして王侯貴族に匹敵するほどの富と名声が転がり込んだ。こうした早い者勝ち の機運が貴賎を問わず人々の競争心を煽り立て、ポルトガル・スペイン両国を中心にヨーロッパに航海ブームが吹き荒れるようになった。
またローマ教皇も海外侵略を強力に後援した。16世紀初頭から宗教改革の嵐に晒されていたカトリック教会は相次いで成立したプロテスタント諸派に対抗するため、海外での新たな信者獲得を計画し、強固なカトリック教国であるポルトガル・スペイン両国の航海に使命感溢れる宣教師を連れ添わせ、両国が獲得した領土の住民への布教活動を開始した。

### アフリカ大陸・アジアへの航海

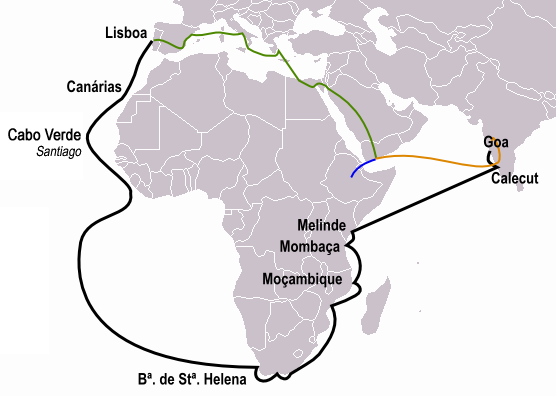
ヴァスコ・ダ・ガマのインドへの航路 (黒) 、Pêro da Covilhãの航路 (橙) 、Afonso de Paivaの航路 (青) 及び後者2人の共通航路 (緑)

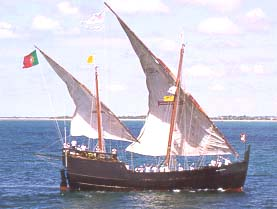
15世紀のカラベル船の復元

いち早くレコンキスタを達成したポルトガルは北アフリカへの侵略を確固とし1415年、ジョアン1世のとき命を受けた3人の王子が北西アフリカのセウタを攻略した。
エンリケ航海王子は西アフリカにて伝説の『金の山』を見つけようと沿岸の探検と開拓を続けた。彼が航海に乗り出した目的はアジアとの貿易路の確立とプレスター・ジョンの国を見つけ出してイスラム勢力を打倒することだった。
ポルトガルは1460年ごろまでにカナリア諸島・マデイラ諸島を探検しシエラレオネ付近まで進出し、さらに象牙海岸・黄金海岸を経て1482年、ガーナの地に城塞を築いて金や奴隷の交易を行った。1485年、ディオゴ・カンがジョアン2世に命じられてナミビアのクロス岬に到達した。
1488年、バルトロメウ・ディアスは船団を率いて困難の末にアフリカ南端にたどり着いた。ディアスはさらにインドを目指したが強風に行く手を阻まれた挙句に乗組員の反乱も起こったため帰路に発見した岬を『嵐の岬』と名づけて帰還した。この成果にインド航路開拓の確証を得たジョアン2世は『嵐の岬』を喜望峰と改名させた。
1497年7月8日、ヴァスコ・ダ・ガマはマヌエル1世に命じられ、船団を率いてリスボンを旅立つとインドを目指した。目的はインドとの直接交易。先人達の知識をもとに4ヶ月で一気に喜望峰に到達したガマは、アフリカ南端を回ってモザンビーク海峡に至りイスラム商人と出会うとインドへの航路に関する情報を収集した。1498年5月20日、ついにヨーロッパ人として初めてインドのカリカット（コーリコード）に到着したガマは、翌年、香辛料をポルトガルに持ち帰った。
1509年2月、フランシスコ・デ・アルメイダは国王の命で遠征艦隊を率いてイスラム勢力と戦い（ディーウ沖海戦）、インドとの直接交易を獲得するに至った。ポルトガルは順調にマレー半島・セイロン島にも侵略、1557年にはマカオに要塞を築いて極東の拠点とした。その間、1543年にジャンク船に乗ったポルトガル人が日本の種子島に漂着して鉄砲を伝えている。
このようなポルトガルの快挙は特筆されるべきものであり、その後のヨーロッパの驚異的な発展に寄与したのである。しかしイスラム商人は古くからインドや中国さらにモルッカ諸島などと盛んに交易しており、アフリカ大陸においても赤道周辺地域まで交易圏を広げていた。西アフリカに成立していたマリ王国はイスラムに金・塩・奴隷を輸出していた。また、ヨーロッパに先駆けて中国の鄭和艦隊の一部がアフリカ大陸に到達したと言われ、南アフリカのジンバブエの遺跡からはインドやペルシャのほか中国製の綿製品・絨毯・陶器などが出土している。このように14世紀から15世紀までに旧世界における世界航路は、様々な国家・地域の民族によって、開拓されほぼ完成していたことも忘れてはならない。世界規模で言うならば、ガマは世界航路のひとつにアフリカ周りの欧印航路を加えたに過ぎないという見方も出来る。
また、この時代にはアンティリアという伝説の島の存在が信じられていた。伝説いわく、イスラム勢力の侵攻を受けて故郷を後にした7人の西ゴート族の司祭が大西洋でアンティリアという島を発見した。彼らはその島に上陸し7つの聖なる都を築き上げたという。この伝説は、後に発見された新大陸でアステカの始祖神話と融合して「シボラ」という新たな黄金郷伝説を造り出した。

### 新大陸へ到達

クリストファー・コロンブスの4度に渡る中央アメリカへの航路

同じころ、ジェノヴァ商人のクリストファー・コロンブスは西周りでのアジア到達を目指した。コロンブスの目的は『東方見聞録』に登場する黄金の国「ジパング」を始めとするアジアの富や伝説のキリスト教君主「プレスター・ジョン」の発見であった。1484年には、ポルトガルに航海の援助をもちかけたが既にアフリカ航路を開拓しインドまで今一歩に迫っていたポルトガルはこれを拒否する。
ポルトガルに遅れをとっていたスペインは1486年、フェルナンド5世（アラゴン王としてはフェルナンド2世）と、その妻イサベルがコロンブスの計画を採用し1492年、旗艦サンタ・マリア号に率いられた船団がパロス港から西に出港した。1492年10月12日、西インド諸島に属するバハマ諸島に到着したコロンブスは翌年スペインに帰還して西回りインド航路を発見したと宣言した。
アメリカ航路開拓に遅れをとっていたポルトガルも、1500年、カブラルがブラジルに到達し、トルデシリャス条約によってその地をポルトガル領に加えた。
スペインのカトリック国王フェルナンドが西インド探検航海を企画し、アメリゴ・ヴェスプッチは、1497年から1498年にかけてカリブ海沿岸を探検、1499年から1500年の航海ではカリブ海から南下してブラジル北岸まで探検を行った。 ポルトガル王マヌエル1世は、カブラルが発見した土地が単なる島なのか、あるいはスペインが既にその北側を探検していた大陸の一部なのか知ることを望み、ヴェスプッチに探検を依頼、ヴェスプッチは、1501年から1502年にかけての航海で大陸東岸に沿って南下、南緯50度まで到達することができた。ヴェスプッチは、大陸がアジア最南端（マレー半島、北緯1度）とアフリカ最南端（南緯34度）の緯度をはるかに南へ越えて続くため、それが既知の大陸のどれにも属さない「新大陸」であることを、1503年頃の論文『新世界』で発表した。1507年、南ドイツの地理学者マルティン・ヴァルトゼーミュラーがアメリゴの『新世界』を収録した『世界誌入門』（Cosmographiae Introductio）を出版、その付録の世界地図において、アメリゴのラテン語名アメリクス・ウェスプキウス（Americus Vespucius）の女性形から「新大陸」にアメリカという名前を付け、これがアメリカ大陸という名を用いた最初の例となった。

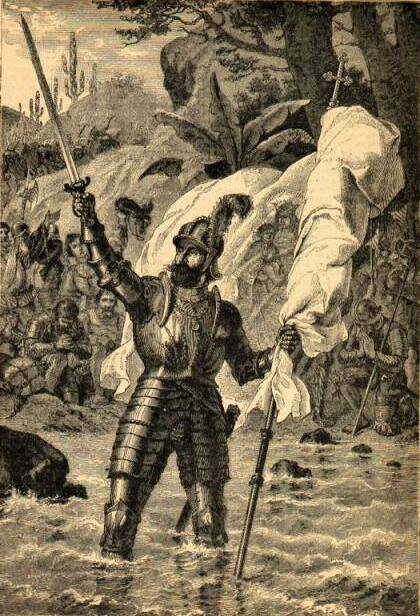
太平洋を発見したバルボア（19世紀作）

1513年、バスコ・ヌーニェス・デ・バルボアは、パナマ地峡を横断し、ヨーロッパ人として初めて西回りでの太平洋に遭遇し、北アメリカ大陸と南アメリカ大陸が地続きであることを発見した。
もともとアメリカ大陸はアジアへの航路を妨げる存在でしかなかった。しかし、スペインは交易品を求めてアメリカ大陸深部を探検した。その中には、「カエサルの都市」（セサルの都市）や「白い王（Rey Blanco）が治める国」を求めて征服者が訪れたが、いずれの伝説も事実ではなかったパラグアイのラ・プラタ地方のような例もあったが、そのうちアメリカ大陸の既存の文明が擁する金銀財宝や原住民の労働力に目をつけ始めた。
その結果、コンキスタドールのフランシスコ・ピサロはインカ帝国をエルナン・コルテスはアステカを征服し財宝を奪い原住民を牛馬のように酷使して略奪の限りを尽くした。ポルトガルも、ブラジルにおいてスペイン同様に原住民から富を収奪した。ただし、これらの征服者たちの行動に対しては様々な評価がある。

### マゼランによる世界周航

マゼラン及びエルカーノ率いる艦隊の世界一周航路

スペインの命を受けモルッカ諸島への西回り航路開拓に出たマゼラン（マガリャンイス）はスペイン王・カルロス1世の援助を得て1519年8月、セビリャから5隻の船に265名の乗組員を乗せて出発した。1520年10月、南アメリカ大陸南端のマゼラン海峡を通過して太平洋を横断し、グァム島に立ち寄り、1521年にフィリピン諸島に到着した。マゼランはフィリピン中部のマクタン島で住民の争いに加担し、同年4月27日に酋長ラプ・ラプによって殺された。その後、部下エルカーノ率いるビクトリア号1隻が航海をつづけ、1522年にセビリャに帰港し世界周航を果たし、地球が球体であることを実証した。帰ってきたのは18名であった。
スペインはこの後もメキシコ（ノビスパン）から太平洋を横断しモルッカ諸島への航路を開こうと躍起になり、ポルトガルと摩擦を起こす。そのさなか、フィリピンは1571年メキシコを出発したミゲル・ロペス・デ・レガスピによって征服されスペイン領となった。なお、フィリピンの名は1542年、フィリピン諸島を探検したビリャロボスが、当時スペイン王子であったフェリペ（のちのフェリペ2世）にちなみ、これらの諸島を「フィリピナス諸島」と呼んだことに由来する。

### ポルトガル・スペイン間の条約締結

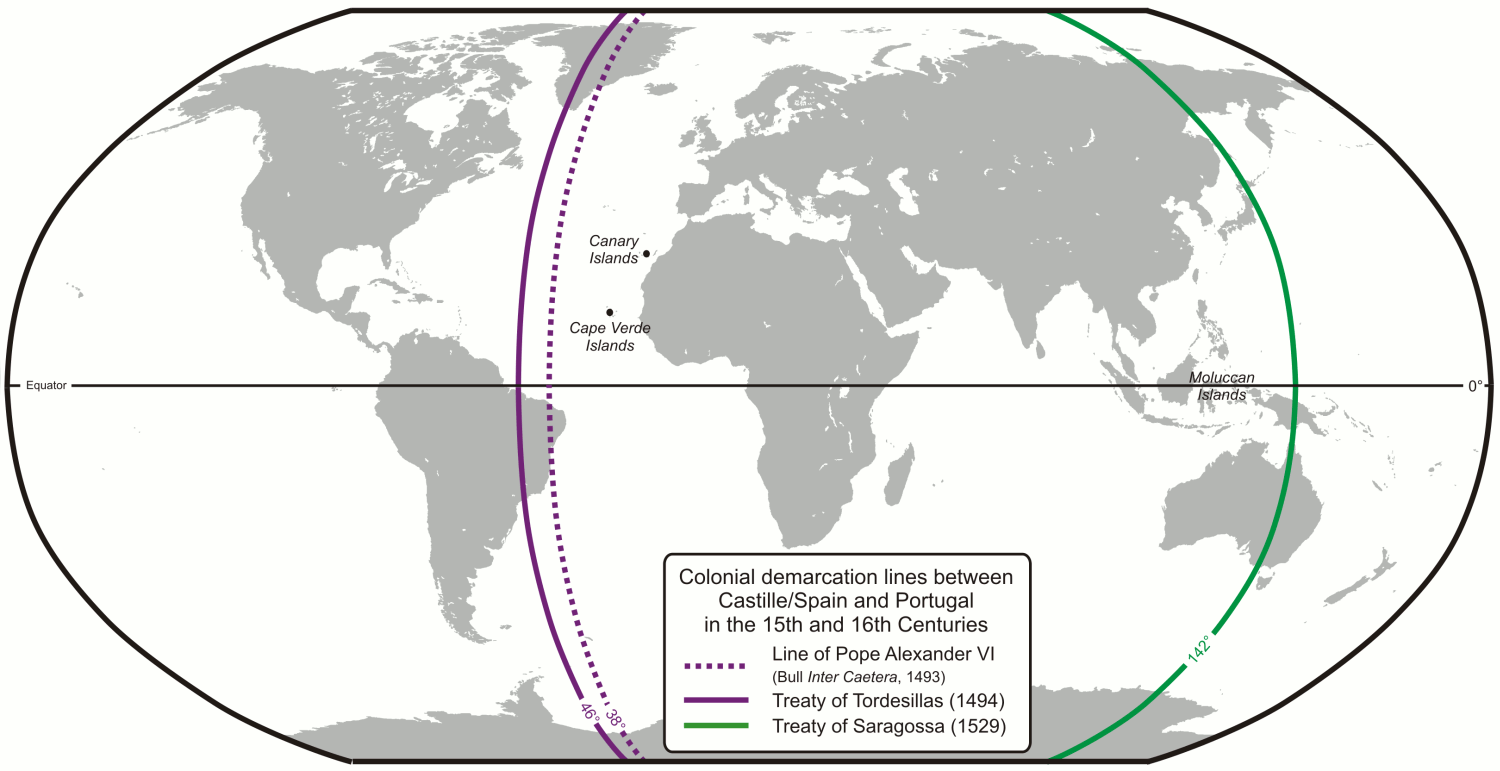
トルデシリャス条約 (紫) 及びサラゴサ条約 (緑) の境界線

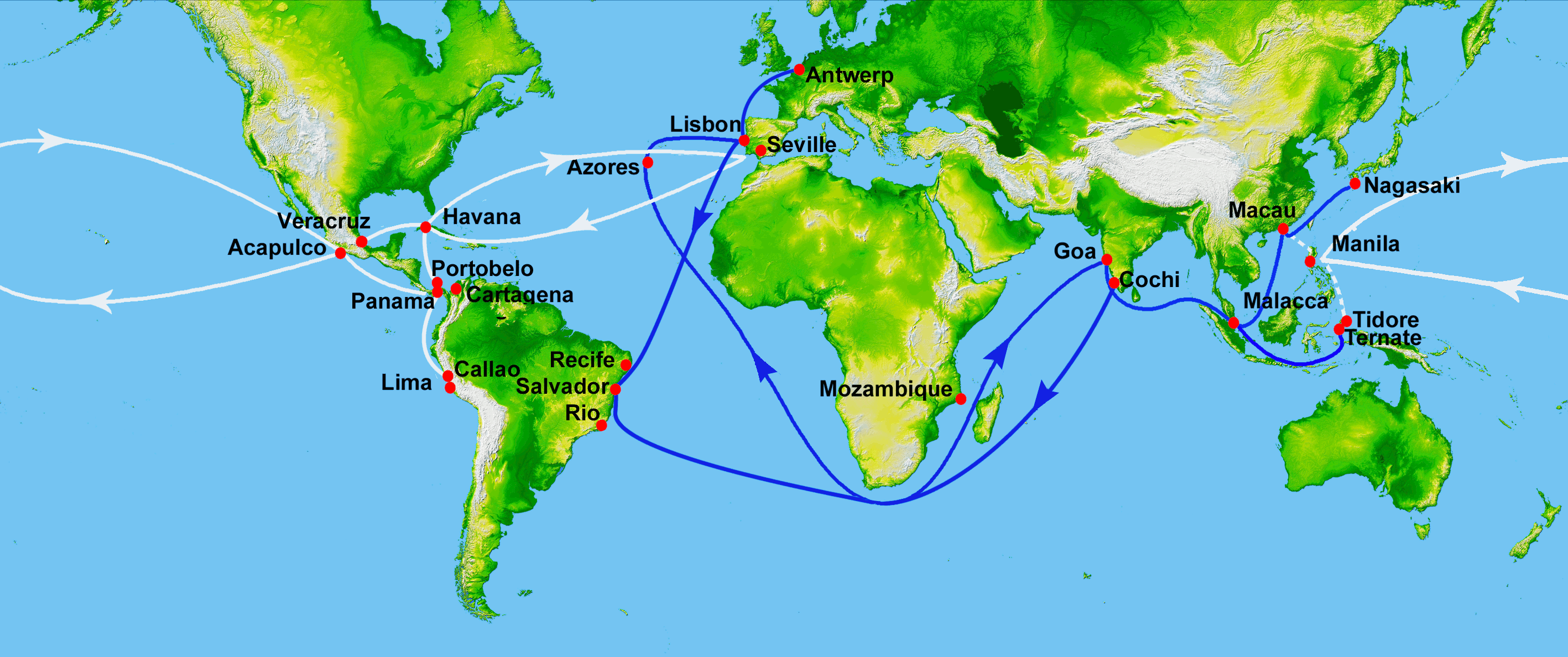
ポルトガル海上帝国の貿易ルート (青) 及び競合するマニラ・ガレオンの貿易ルート (白)

ポルトガルとスペインによる新航路開拓と海外領土獲得競争が白熱化すると両国間に激しい紛争が発生した。さらに他のヨーロッパ諸国が海外進出を開始したため、独占体制崩壊に危機感を募らせた両国は仲介をローマ教皇に依頼して1494年にトルデシリャス条約、1529年にサラゴサ条約を締結した。両国はこれらの条約により各々の勢力範囲を決定し既得権を防衛しようと図った。

### 鄭和の西洋下り
明の第 3 代皇帝永楽帝に仕えた宦官鄭和は大船団を組んでインド，ペルシャ，アラビア半島，アフリカまでの大遠征を 1403 年から 1433 年までの間に 7 回実施したことで知られる．これが鄭和の西洋下りである．因みにこの場合の西洋は，泉州・スマトラ東部の線をもっていわゆる南海を東西二洋に分けた，当時の中国人の考え方に基づく地域区分によるものである。

### 西欧とロシアによるアジア・北アメリカ征服

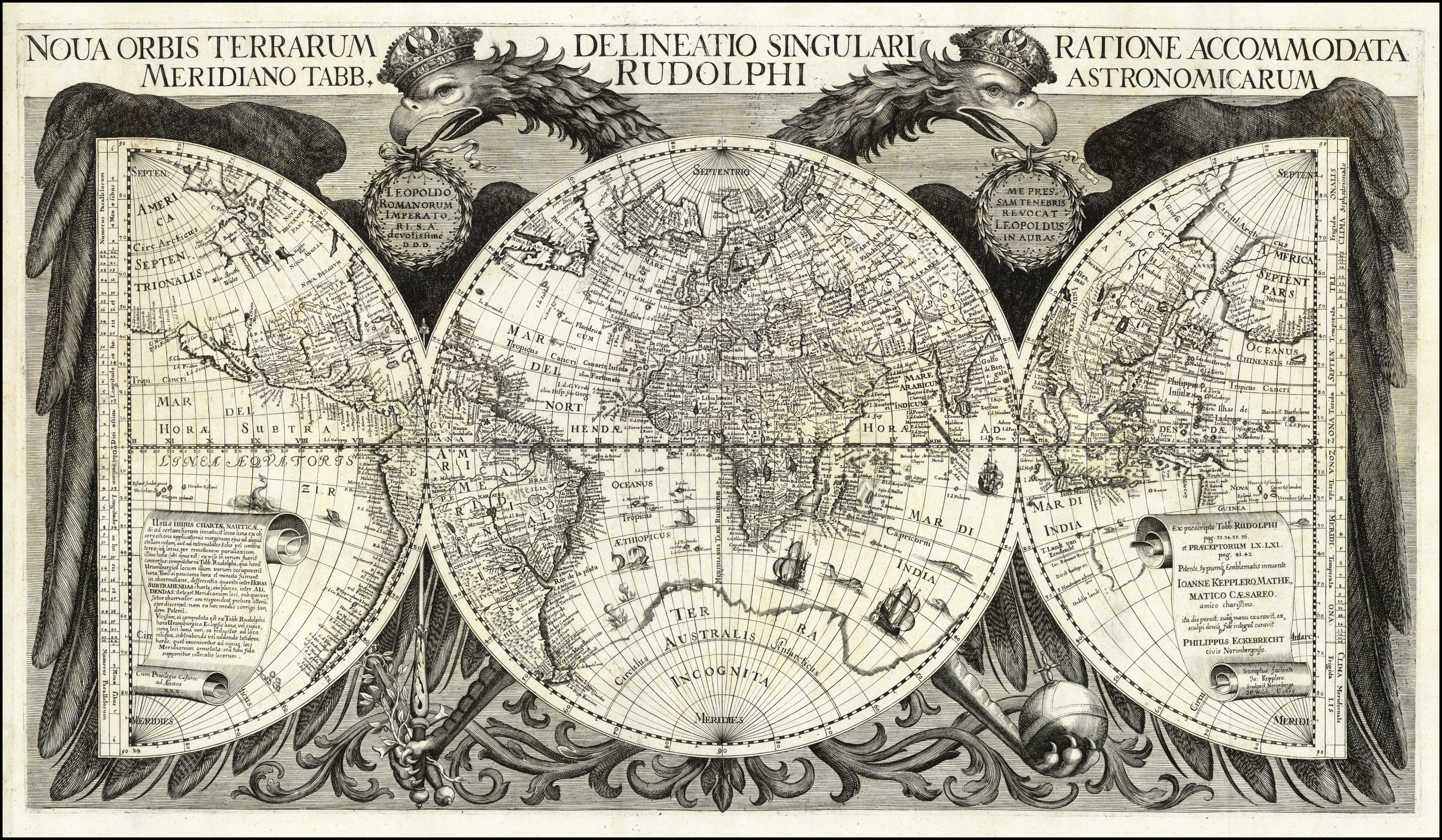
天文学者・ヨハネス・ケプラーによる、ルドルフ表に基づいて描かれた1627年当時の世界地図。

ポルトガルやスペインに遅れて絶対王権を安定させ、ようやく航海や探検の後押しをする用意が整ったフランスやイギリス、スペインからの独立を果たしたオランダといった後発諸国も盛んに海外進出し、次第に先行していたポルトガルとスペインを凌駕していった。
こうした後発海運国はトルデシリャス条約によって新領土獲得から排除されることを拒み、独自に航海の経験も積んでいたため、新しい技術や地図を使い北の大海に乗り出していった。後発海運国は、ポルトガルやスペインが広大な領土を獲得したにもかかわらず急速に没落していった経験から学んで、慎重かつ綿密な植民地経営を行った。
後発海運国の最初の探検は、イタリア人ジョン・カボット（ジョヴァンニ・カボート）を雇ったイギリスによる北米探検（1497年）であり、イギリス・フランス・オランダによる一連の北米探検のはじまりとなった。イギリスの代理人カボット、フランスの代理人ヴェラッツァーノ、カルティエらの航海は、北アメリカを迂回して豊かな中国やインドに至る最短の大圏航路（北西航路）を探すことが目的だった。
スペインは、より多くの天然資源の見つかる中央アメリカおよび南アメリカの探検に人的資源を集中させていたため、北アメリカの探検に注いだ努力は限られていた。1525年には、フランスによって派遣されたイタリア人ジョバンニ・ダ・ヴェラッツァーノが現在のアメリカ合衆国東海岸を探検しており、記録に残る最初に北米東海岸を探検したヨーロッパ人となった。フランス人ジャック・カルティエは1534年にカナダへの最初の航海を行った。

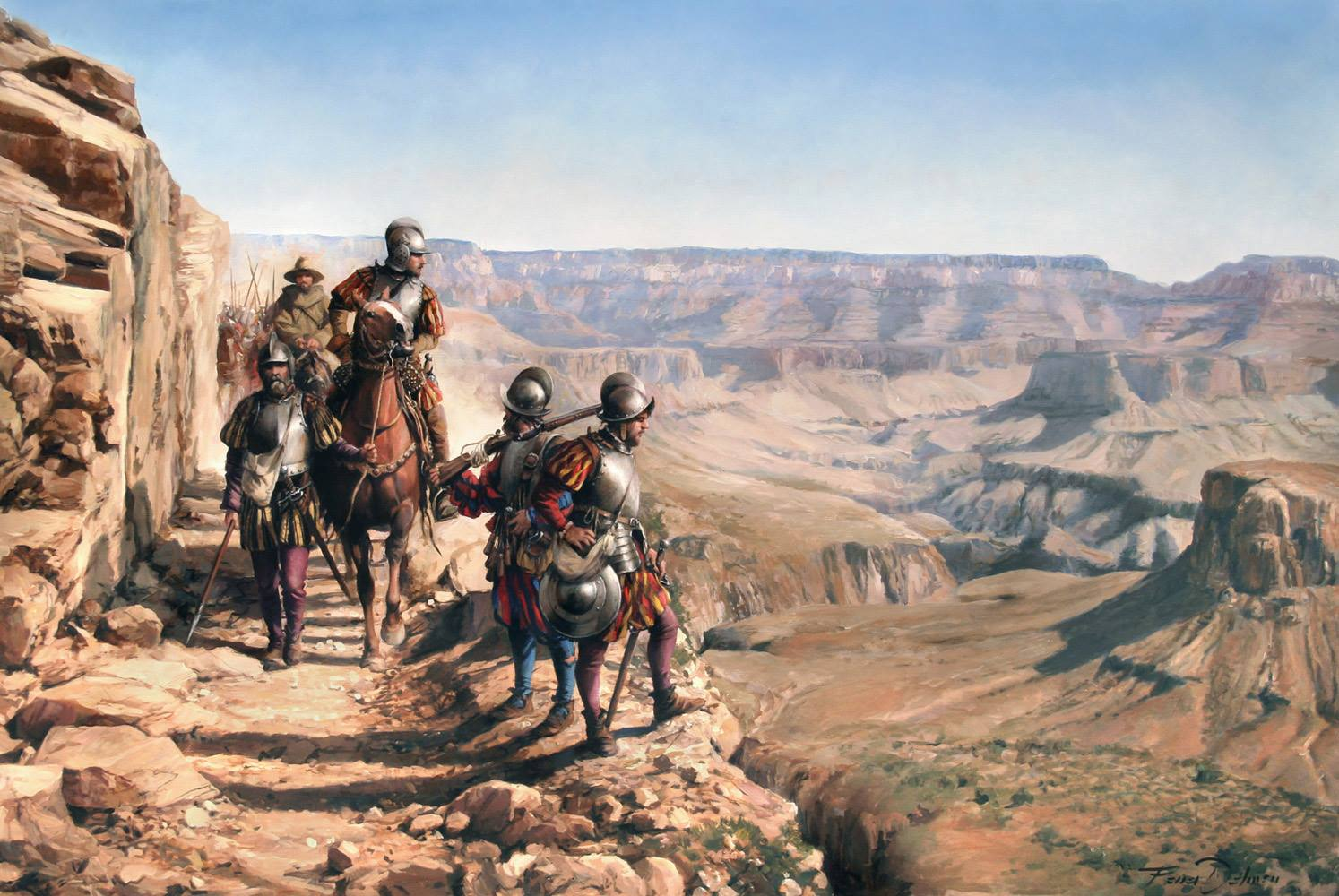
グランド・キャニオンを発見するコロナドの部下

現在のアメリカ合衆国の内陸部の探検では「シボラ」という7つの黄金都市の伝説が現在のニューメキシコ州にマルコス・デ・ニサの探検隊を誘った。デ・ニサの探検のあと、フランシスコ・バスケス・デ・コロナドを隊長とする遠征隊が出発した。シボラを求めて北上した探検隊はグランド・キャニオンを発見することができたが、主目標の黄金郷はどこにも見当たらなかった。しかし、新たに「キビラ」という黄金郷がこの場所から東方に存在するとの情報を得てカンザス州にまで入り込んだ。
1580年、イギリス軍人フランシス・ドレークの2番目の世界一周により南アメリカのホーン岬やドレーク海峡が発見された。そうしたアメリカ経由の西回り航路の探索過程で北アメリカ大陸の海岸部の様相も明らかとなってゆき、北アメリカ自体に可能性を見出したヨーロッパ人たちがいた。北アメリカの植民地を1607年に建設したイギリス(イングランド)のヴァージニア会社が1606年の特許で、1757年からインド植民地を運営することになったイギリス東インド会社が1601年1月10日に発布されたエリザベス1世の特許状で設立されていた。
当初はオランダ東インド会社に雇われていたヘンリー・ハドソンは数度の航海ののち、1609年に現ニューヨーク州のハドソン川に到達し、その後イギリスの植民地会社に雇われて現カナダの北東部の海を探検しアイスランド、グリーンランド、ハドソン湾などを発見した。北アメリカ東海岸には、オランダのニューネーデルラント、ニューアムステルダム、イギリスのバージニア植民地、ニューヨーク植民地など大規模な植民地が築かれ始めた。
1627の三十年戦争、1666年の第二次英蘭戦争が争われる中、オランダやイギリスは、スカンジナビアやロシア、シベリアの北を迂回して中国に至る北東航路の探検も行い、ロシア・ツァーリ国との北海交易を始めたり、捕鯨の拠点となる北極海の島を多く発見したりしたが、やはり氷の海に阻まれアジアへの航路を見つけることはできず、また、北アメリカを迂回する航路も19世紀までは見つかることはなかった。
ロシアではセミョン・イワノヴィチ・デジニョフが1648年にシベリア東部への探検隊を率い、ユーラシア最東端となる岬（後にデジニョフ岬と命名された）を発見した。
イギリスやオランダやフランスはアフリカやインド洋にも航海して独自の交易地や植民地を確立し、この方面に独占的に勢力を築いていたポルトガルの地位を脅かした。ポルトガルの最も利益の大きい拠点であるゴアやマカオを、新興諸国の拠点（香港やバタヴィアなど）が包囲し、オランダがインドネシアを勢力圏として香料諸島からポルトガル勢力を駆逐すると、次第にポルトガルやスペインがアジア貿易市場に占めていたシェアは小さくなっていった。

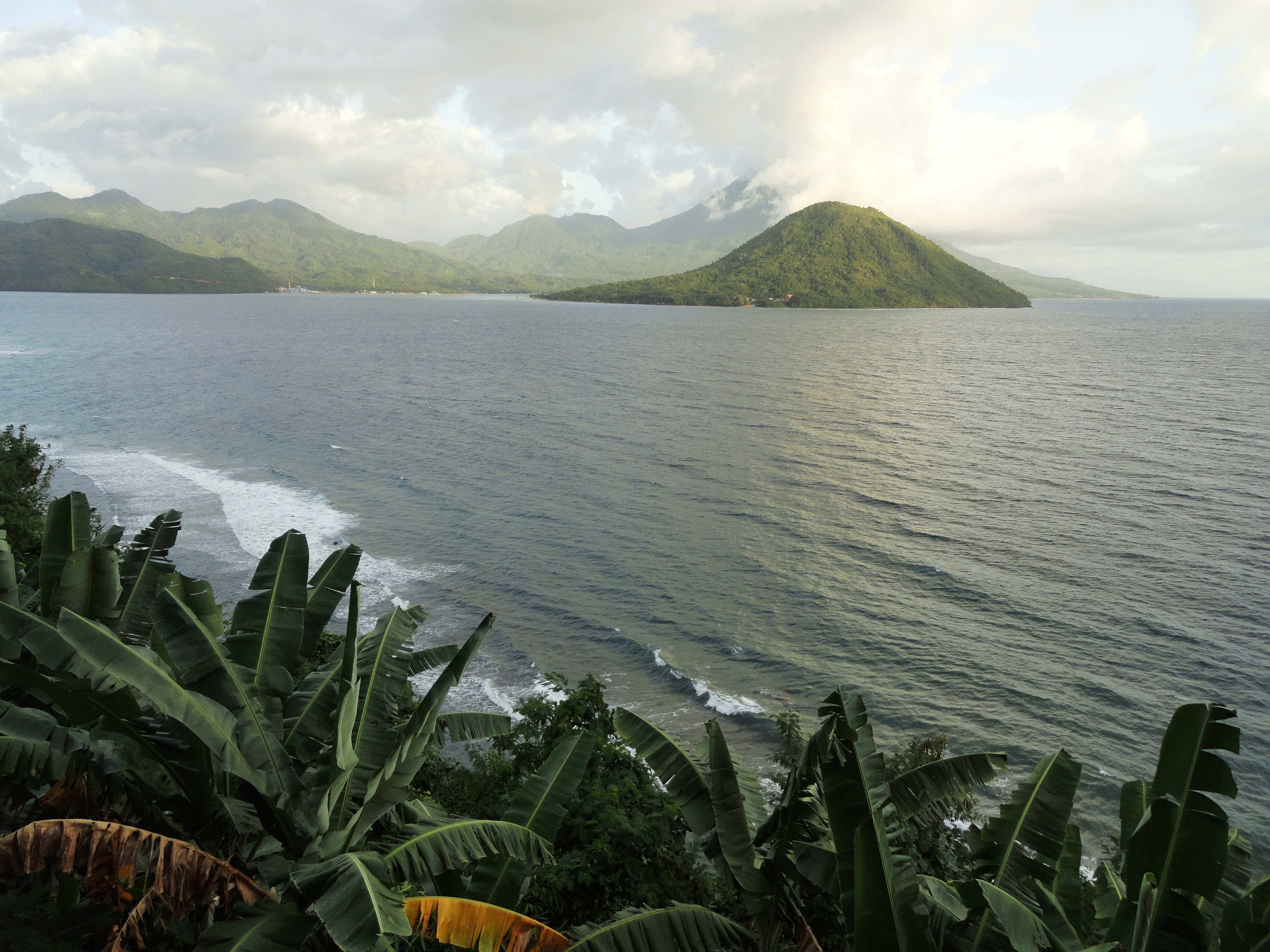
香料諸島

残る未知の地域（北アメリカ西海岸や太平洋の島々など、トルデシリャス条約でスペインに与えられた地域）については、スペインより先にオランダが探検した。1606年にはウィレム・ヤンツ（Willem Jansz, Willem Janszoon）が、1642年にはアベル・タスマン（Abel Tasman）など、オランダの探検家がオーストラリアを探検している。
こうして17世紀中ごろまでに一部の不毛地帯を除いた全ての地域にヨーロッパ人が到達して大航海時代は終焉を迎える。世界中の富が集中するようになった英国をはじめとしたヨーロッパ各国は、いち早く近代化を達成し世界に覇を唱えた。